# Joe Bordeaux
Joe Bordeaux (Pueblo, 9 marzo 1886 – Los Angeles, 10 settembre 1950) è stato un attore statunitense.

## Filmografia parziale
- Charlot trovarobe (The Property Man), regia di Charlie Chaplin (1914)
- Il fortunoso romanzo di Tillie (Tillie's Punctured Romance), regia di Mack Sennett (1914) - non accreditato
- Charlot e la moglie gelosa (Getting Acquainted), regia di Charlie Chaplin (1914) - non accreditato
- Mabel and Fatty's Wash Day, regia di Roscoe Arbuckle (1915) - non accreditato
- Mabel and Fatty's Married Life, regia di Roscoe Arbuckle (1915) - non accreditato
- Fatty's Faithful Fido, regia di Roscoe Arbuckle (1915) - non accreditato
- Fatty's Plucky Pup, regia di Roscoe Arbuckle (1915)
- Bright Lights, regia di Roscoe Arbuckle (1916) - non accreditato
- The Moonshiners, regia di Roscoe Arbuckle (1916)
- Il garzone di macelleria (The Butcher Boy), regia di Roscoe 'Fatty' Arbuckle (1917)
- The Slave, regia di Arvid E. Gillstrom (1917)
- His Day Out, regia di Arvid E. Gillstrom (1918)
- The Orderly, regia di Arvid E. Gillstrom (1918)
- The Scholar, regia di Arvid E. Gillstrom (1918)
- The Messenger, regia di Arvid E. Gillstrom (1918)
- Chiaro di luna (Moonshine), regia di Roscoe Arbuckle (1918)
- Buonanotte, infermiera (Good Night, Nurse!), regia di Roscoe Arbuckle (1918)
- Mickey, regia di James Young e F. Richard Jones (1918)
- Mother's Joy, regia di Ralph Ceder (1923)
- Il teatro di Minnie (The Matinee Idol), regia di Frank Capra (1928)
- Femmine del mare (Submarine), regia di Frank Capra (1928) - non accreditato
- Il potere della stampa (The Power of the Press), regia di Frank Capra (1928) - non accreditato
- La nuova generazione (The Younger Generation), regia di Frank Capra (1929) - non accreditato
- Io... e l'amore (Spite Marriage), regia di Edward Sedgwick (1929) - non accreditato
- Diavoli volanti (Flight), regia di Frank Capra (1929) - non accreditato
- The Man Hunter, regia di Ross Lederman (1930)
- The Doorway to Hell, regia di Archie Mayo (1930) - non accreditato
- Ipnotismo (Hypnotized), regia di Mack Sennett (1932) - non accreditato
- Signora per un giorno (Lady for a Day), regia di Frank Capra (1933) - non accreditato
- È arrivata la felicità (Mr. Deeds Goes to Town), regia di Frank Capra (1936) - non accreditato
- Sulla strada sbagliata (On the Wrong Trek), regia di Charles Parrott (1936) - non accreditato
- Allegri gemelli (Our Relations), regia di Harry Lachman (1936) - non accreditato
- Furore (The Grapes of Wrath), regia di John Ford (1940) - non accreditato
- Questa donna è mia (I Take This Woman), regia di W. S. Van Dyke (1940) - non accreditato
- Il grande dittatore (The Great Dictator), regia di Charlie Chaplin (1940) - non accreditato